# 无锡市第一女子中学
31°34′38″N 120°18′16″E / 31.57734°N 120.30436°E
无锡市第一女子中学（简称无锡一女中、一女中），有初中部和高中部。位于江苏省无锡市市区。一女中共有两个校区，崇宁弄校区（主校区）和槐古桥校区。主校区临近无锡市检察院，无锡市中级人民法院。

## 学校历史

### 中华民国时期

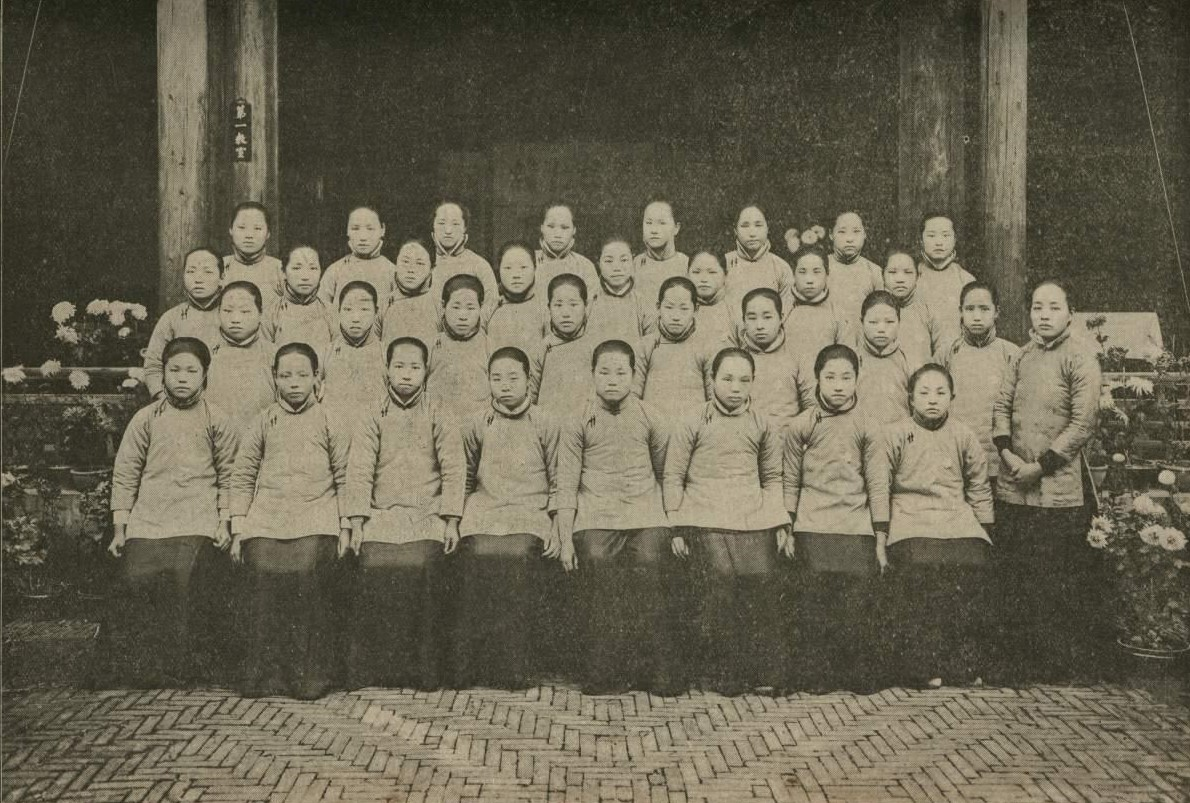
1915年无锡县立女子师范学校第三年级全体合影

- 1912年3月12日，建校。侯鸿鉴发起创设，校舍暂借北门旗杆下杨氏私宅。
- 1914年8月，填办附属初小，作为师范生实习基地。
- 1917年8月，附小扩展为完全小学。学校迁入原金匮县城隍庙内，即现复校校址。
- 1927年7月，改办「无锡县立女子初级中学」，始招初一新生，不再招收师范生。
- 1937年10月，日军进入无锡，女中停办。
- 1940年8月，复校，易名为「江苏省立第二女子中学」，暑后招高一新生
- 1945年9月，中日战争结束，学校更名为「无锡县立女子中学」

### 中华人民共和国时期
- 1949年5月，改名「无锡市立女子中学」
- 1952年10月，更名「无锡市第一女子中学」
- 文化大革命时期，改名「要武中学」，后「市东初中并入」，开始男女合校.但因为历史原因，没有在教育局、教委注册。
- 1972年5月，正式更名为「无锡市第十一中学」
- 1991年5月，无锡市教委批准学校为音乐（舞蹈）特色学校
- 1992年5月，增加招收美术、书法专业的特长学生
- 1993年10月，被江苏省教委编入《江苏名中学》
- 2000年7月，与原「无锡市第二女子中学」（「无锡市十二中学」）合并为「无锡市东林中学」
- 2000年11月，被无锡市教育局确认为无锡市重点普通高中
- 2002年5月，被江苏省教育厅确认为江苏省重点普通高中
- 2003年5月，学校初中部被江苏省教育厅批准确认为江苏省现代化教育初中
- 2004年2月，学校高中部被江苏省教育厅转评确认为江苏省三星级高中
- 2005年2月，被江苏省教育厅批准为江苏省首批艺术特色学校
- 2006年4月，无锡市人民政府第49次常务会议批准恢复「无锡市第一女子中学」。[1]
- 2006年5月，无锡一女中校友、中科院院士杨芙清教授受聘任学校的名誉校长。
- 2007年，初中部扩为初一年级6个班，高中部高一年级6个班，并设有初一年级，高一各2个住宿班。
- 2008年，第三次招生，将初一，高一住宿生分别集中在初一1班和高一6班，宿舍有4人间和6人间。
- 2010年，拓展为2个校区，原校区为初一、初二、高一年级（崇宁弄校区），新校区为初三、高二、高三年级（槐古桥校区）。

## 影响
- 无锡一女中创校于1912年，走过了近百年的办学历程。复校就是要恢复一女中的传统，传承一女中的品牌。
- 很多生长于无锡的女性院士、教育事业者当年是从一女中校门走出，该校众多校友在知名学术机构任职。
- 学校与美国、加拿大、澳大利亚、新加坡等国的著名女校签订姊妹学校协议书，多次选派学生使者出访，让女同学们能够很好的拓展国际视野、增进国际理解。[2]

## 名誉校长
杨芙清，无锡市第一女子中学1951年年届校友。1945年年-1951年年就读于女中。现任中科院院士、北京大学教授、信息于工程学学部主任、软件工程国家工程研究中心主任。

## 特色传统

### 校训
校训：端庄勤朴

### 办学理念
用智慧启迪智慧 以人格塑造人格

### 奖学金[3]
“孙方中奖学金”和“杨芙清、王阳元院士奖学金” 。两奖项分别由一女中名誉校长、著名校友杨芙清院士与丈夫王阳元院士捐赠71.6万元人民币、孙方中女士捐赠20万港币设立。

### 校服及着装要求
- 春、秋装：白衬衫（长袖）+领带+运动长裤+运动外套（长袖）
- 夏装：白衬衫（短袖）或蓝色、绿色T-恤+运动长裤或黑色裙裤
- 冬装：棉袄（各个年级年级统一，年级与年级间款式不同）+运动长裤

另：制服一套，包括制服长袖外套、制服长裤、制服背心、制服裙。初中部校服与高中部校服设计上略有不同。且以上校服皆可随意搭配，但要求班级内统一着装，团员统一佩戴团徽，少先队员统一佩戴红领巾。出席重大校级活动必须按要求统一校服。初中部学生统一要求用蓝色粗橡皮经扎马尾。

### 学生社团
- 守望文学社
- 阳光心理协会
- 清聆小记者团
- 胜蓝管乐团
- 志鸿义工团

### 姊妹学校
- 新加坡圣尼各拉女校
- 德国慕尼黑玛利亚瓦德女子中学
- 澳大利亚思朵中学
- 美国费城女子学校
- 瑞典南泰利耶市温得勒中学
- 丹麦拜瑟克伦联合体巴勒普市Grantofteskolen中学